# 裝甲騎兵波德姆茲
《裝甲騎兵波德姆茲》是由高橋良輔执导，日昇動畫出品的機械人動畫系列。電視動畫版於1983年4月1日到1984年3月23日在東京電視台播出，共52集。後來並陸續拍攝多部原創動畫錄影帶版本，2009年並將OVA新作《裴爾森密件》重新剪輯並增加新畫面後，以電影版方式上映。
至目前為止的該系列動畫最新作品為2011年4月發行的OVA「孤影再現」。

## 故事大綱
故事以一個名為「亞斯特拉紐斯銀河」中的「百年戰爭」為舞台，主角齊力可‧裘比被迫參與甚至不知目的為何的作戰，並在執行任務作戰時，命運般遇見了一名置於培養槽中的神秘女性「幻影淑女」。在部隊同袍的攻擊下，齊力可屢次面臨死亡危機，但卻總是奇蹟般地撿回一條命，並逃亡到烏德城；但在那兒仍然被持續追殺。他歷經地下賭博比賽「戰鬥競技場」及庫綿的內亂等戰場，不斷追尋自己一直遭到追殺之謎，還有幻影淑女的身影，而在銀河中流浪……

## 電視版製作群
- 原案：矢立肇
- 原作‧監督：高橋良輔
- 人物設定‧總作畫監督：塩山紀生
- 作畫監督：塩山紀生、清水恵蔵、谷口守泰、鈴木英二、神宮慧、上村栄司、西城明、谷沢豊、新田敏夫、八幡正
- 機械設定：大河原邦男
- 美術：東條俊（第1～28集）
- 美術設定：岡田和夫、宮前光春、中山益男（第29～52集）
- 音樂：乾裕樹
- 音響監督：浦上靖夫
- 總演出：滝沢敏文
- 製作人：長谷川徹
- 製作：
- 片頭作畫：
- 標準字設計：
- 剪輯：鶴渕映
- 効果：松田昭彦
- 調整：中戸川次男
- 錄音：
- 沖片：東京現像所
- 設定進行：井上幸一
- 劇本統籌：並木敏
- 製作主任：山本之文

## 主題歌、插曲
三首都由高橋良輔作詞、乾裕樹作曲及編曲，國王唱片（Starchild唱片）發行。
片頭曲－
主唱：TETSU
片尾曲－
主唱：TETSU
插曲－
主唱：川浪葉子

## 主要登場人物／配音

### 主角與夥伴
- 齊力可‧裘比：鄉田穗積

在電視版第1集開始時為18歳。原隸屬於基爾加梅斯軍的梅爾基亞方面軍、第24梅爾基亞方面軍戦略機甲兵團・特殊任務班X-1（通稱「紅肩隊」，也被冠上「吸血部隊」的惡名）。雖然年輕卻有相當長的參戰經歷，所以在殘酷戰鬥中失去了常人所擁有的感情，在劇中初期極端沉默寡言，隨著故事進展與夥伴們的交流，才漸漸找回屬於人類的感情。10歳以前的記憶完全喪失、強迫他想起時會引發暴力行為（根據OVA版中的介紹，他的失憶與所居住的星球曾被「紅肩隊」攻擊過有關）。
以史上最年輕成員身分被選入「紅肩隊」，AT操縦技術相當高。在紅肩隊解散後，被強迫轉屬到數個激戰區，但屢屢在激戰中存活下來，其實是為了測試其身為「異能者」的試驗。在謎樣的轉屬命令之後，被迫參加了小行星戰役，之後逃離軍方，遇到幻影‧淑女之後，不斷的與戦闘用所創造的「完美士兵」（PERFECT SOLDIER，簡稱為PS）戰鬥，從一開始時的完全不是敵手，到後期能打成平手，漸漸發現自己異於常人的體質和能力。在故事後半段時知道了自己真實身分和使命，原來自己竟是PS的先驅，也就是「異能者」，而他跟菲亞娜的相遇完全是被刻意安排的。以「智者」：百年戰爭以及阿斯特拉基銀河的所謂幕後黑手，其實只是一部擬似被歷史上的異能者意識上傳的超級電腦，但很多人都秘密崇拜異能者而行事與成立秘密結社（簡單說是超人類主義的邪教），齊力可用現代異能者的繼承人智者身分而覺醒。但這不過只是齊力可為接近「智者」而耍的手段，最終「智者」被齊力可毀去，為了躲避再次到來的戰爭，與愛人菲亞娜在冷凍艙長眠在宇宙中漂流。然而最後兩人還是躲不過死別的宿命…
在《幻影篇》中，則是再次將「智者」毀滅後成為奴爾格蘭特誕生的「神之子」的養父。
- 幻影‧淑女（菲亞娜）：梨羽雪子（第3集）、彌永和子（第6集～）

基爾加梅斯陣營所開發的第1號PS，年齡不詳。在所有教育開始前的「空白期」遇到齊力可，此後一直愛慕著齊力可，而因為她得到了PS所不需要的感情「愛」，成為有缺陷的不完全體。祕密結社與軍方大都以「Proto One」或「素體」稱之。在故事的第一段結束後，齊力可跟夥伴開始以「菲亞娜」稱呼她。
在被祕密結社奪取後一直在監視人瑟吉‧波羅手下進行測試，在庫棉之戰中波羅死後，才正式成為齊力可的夥伴，跟隨在他身旁一起行動。
PS在運動神經跟感覺上都特別敏銳，因此在戰場上具有顯著效果，但是為了維持其生命，必須要有含量極少的「吉吉元素」產生的微量放射線照射才能存活。但後期資料則直指這是設計上對PS所造成的精神束縛，以類似毒癮的「發作狀況」防止其反抗上司或者逃亡，實際上不照射並不會導致死亡。在OVA《榮耀的異端》中，則將PS的設定改為只有兩年壽命。
- 布魯斯‧戈特：富田耕生

於烏頓篇出場，是齊力可的夥伴中年紀最長者。在黑市有一席之地，是個神通廣大的商人，也是齊力可最重要的援助者，在許多時候都扮演了智囊的角色。在夥伴中被稱為大叔(港版字幕譯作老爺子)
- 可可娜：川浪葉子

於烏頓篇出場，巴尼拉的朋友。
可說是實質上的第二女主角，非常聒噪。
在TV版故事以後與巴尼拉結婚。
- 巴尼拉‧巴特勒：千葉繁

於烏頓篇出場，年齡略長於齊力可，相對哥特是以出物資或錢，巴尼拉經常下場幫忙。
在庫棉篇則成為齊力可的同事，駕駛直升機。跟可可娜一樣，非常聒噪。
在TV版故事以後與可可娜結婚。
- 路‧夏柯：政宗一成

是齊力可在庫棉星上遇到的傭兵夥伴，之後在電視版後期的昆特篇以及OVA「大決戰」中，也以齊力可的助拳人身分大為活躍，其愛機即為昆特星的特裝AT「狂戰士」。而在「幻影篇」中更是不惜為了保護「神之子」而與同族人對立(昆特星人不能互鬥)

### 秘密結社相關人物
- 伊普西隆：上恭ノ介

為祕密結社所製作出來的PS，視菲亞娜為母親般的存在，因此無法容許菲亞娜愛上齊力可，多次對齊力可進行襲擊，卻反倒因此促成了齊力可的能力覺醒。與齊力可的最後決戰中，他在懷抱著無法勝過齊力可的絕望下死於桑薩星。專用機體為齊力可在電視版終盤座機「狂犬」的試作機體「打擊犬」。
- 基姆阿爾‧伊斯魁：屋良有作
- 瑟吉‧波羅：緒方賢一
- 亞倫‧舒密特、葛蘭‧舒密特：野島昭生、二又一成
- 阿爾貝特‧基里：緒方賢一（第1集）、龜井三郎
- 庫達爾‧柯尼：キートン山田
- 希姆卡斯‧傅多：嶋俊介
- 奇德・托卡爾

### 梅爾基亞軍相關
- 尚‧保羅‧羅吉納：銀河萬丈
- 狄特爾・洛伊・巴登坦：戶谷公次

### OVA版登場人物
- 緹塔妮亞‧達‧蒙提威爾斯（テイタニア・ダ・モンテウェルズ）：松岡洋子

OVA《榮耀的異端》與《孤影再現》登場角色，泛銀河宗教結社「馬提亞爾」的樞機主教蒙提威爾斯之女。
少女時期卻因碰上交通意外而受重傷（實際上是她父親特意安排的計畫），藉父親協助下以生體改造重獲新生，成為次世代PS。
對馬提亞爾頗有貢獻，因其超高的戰鬥能力而有「秩序之盾」稱號。

## 機器
ATM-09-ST 眼鏡鬥犬，機甲人界。量產機，重量是標準型，屬裝甲騎兵科。
- 高度：3.804m(直立模式)、２.208m(待機模式)
- 寬度：1.936m
- 厚度：1.763m
- 重量：6.387t(淨重)、6.627t(全重)
- 動力來源：肌肉傳動管與人工體液(別名：PR液)

此機體為劇中最常出現的機體，也是梅爾基亞軍制式採用的量產AT，並且因使用者不同產生許多衍生機體，如奇力可在紅肩隊服役時期，就是駕駛其少量製造的特裝機體「Turbo Custom」，在庫棉篇時，甚至為符合當地環境改裝出水用的「Marshy dog」，可說是衍生性極強的機體。
ATM－09－GC 獸犬，機甲人界。試作機，標準型，屬裝甲騎兵科。
- 全高：3.804m
- 待機重量：6983kg
- 装甲厚：6～14mm
- MC：2P-MJ-S4
- 整備時間：147小時
- 巡航走行速度：52.0km/h
- 固定武装：PBSP、鋼爪

此機為秘密結社以眼鏡鬥犬為基礎所作的PS使用為前提開發的試作機型，由於改用固定武裝的格林機砲提升火力而相對犧牲了眼鏡鬥犬的武裝泛用性，另外在背部裝備了PRSP背包組件，而如此高性能的背後也代表著PR液在裝填的時間加長。等同於失敗作品，TV版前期以幻影‧淑女乘機的身分大為活躍。(登場話數：第8話～第31話)
X・ATH－02 打擊犬，機甲人界。專用機，重裝型，屬裝甲騎兵科。
- 全高：4.25m
- 待機重量：7750kg
- 装甲厚：6～14mm
- MC：3P-LL-S4
- 整備時間：22小時
- 巡航走行速度：60.0km/h
- 固定武装：手臂拳
- 主武装：固態神射(就是我們俗稱的火箭筒)

此機為秘密結社的PS專用試作機型(也是第一台專為PS量身打造的)，並且在地形對應上也預想到了宇宙戰的可能，本機以伊普西隆在庫棉所搭乘的「藍色鈍鱉」的戰鬪資料為基準，可說是「藍色鈍鱉」的後繼機，全機以深藍色的塗裝為特徵，理論上是天下無敵，但很可惜伊普西隆對上的是異能者...(登場話數：第26話～第39話)
X・ATH－02－DT 狂犬，機甲人界。專用(量產)機，重裝型，屬裝甲騎兵科。
- 全高：4.137m
- 待機重量：7737kg
- 装甲厚：6～14mm
- MC：2P-LL-S4
- 巡航走行速度：62.0km/h
- 整備時間：162小時
- 固定武装：固態神射、內藏機槍
- 主武装：鋼爪
- 背部裝備：爆雷

本機是以打擊犬的資料為藍本所製作的性能提升的量產機型，設定中是秘密結社製作。不過TV版的藍色機型(齊力可搭乘)是昆特星的萬能電腦「智者」在人工天體內的自動設施所製造。藍色機型在第五十話「亂雲」中首次亮相，並由齊力可座機的身分活躍到最終話。而在OVA「Big Battle」中則是出現了基爾卡梅斯軍方以殘餘資料製作的量產紫色機型。(登場話數：第50話～52話，在三集中締造擊落數傳說的的最強機體...)

## 各話一覽
| 話數 | 標題                        | 脚本                       | 分鏡       | 演出       | 作畫監督          |
| ---- | --------------------------- | -------------------------- | ---------- | ---------- | ----------------- |
| 1    | 終戦                        | 五武冬史                   | 京春香     | 加瀨充子   | 清水恵蔵 塩山紀生 |
| 2    | ウド                        | 五武冬史                   | 松野達也   | 知吹愛弓   | 谷口守泰          |
| 3    | 出会い                      | 五武冬史                   | 松野達也   | 川端蓮司   | 鈴木英二          |
| 4    | バトリング                  | 高橋良輔                   | 瀧澤敏文   | 谷田部勝義 | 神宮慧            |
| 5    | 罠                          | 五武冬史                   | 加瀨充子   | 加瀨充子   | 上村英司          |
| 6    | 素体                        | 五武冬史                   | 瀧澤敏文   | 知吹愛弓   | 西城明            |
| 7    | 襲撃                        | 吉川惣司                   | 川端蓮司   | 川端蓮司   | 谷澤豐 新田敏夫   |
| 8    | 取引                        | 鳥海尽三                   | 谷田部勝義 | 谷田部勝義 | 鈴木英二          |
| 9    | 救出                        | 鳥海尽三                   | 瀧澤敏文   | 加瀨充子   | 谷口守泰          |
| 10   | レッド・ショルダー          | 吉川惣司                   | 知吹愛弓   | 知吹愛弓   | 鈴木英二 塩山紀生 |
| 11   | 逆襲                        | 吉川惣司                   | 吉田浩     | 桐野克也   | 西城明            |
| 12   | 絆                          | 鳥海尽三                   | 吉田浩     | 川端蓮司   | 神宮慧            |
| 13   | 脱出                        | 鳥海尽三                   | 瀧澤敏文   | 川端蓮司   | 鈴木英二 塩山紀生 |
| 14   | アッセンブルEX-10           | 吉川惣司                   | 松野達也   | 加瀨充子   | 谷口守泰          |
| 15   | 疑惑                        | 吉川惣司                   | 吉田浩     | 桐野克也   | 西城明            |
| 16   | 掃討                        | 鳥海尽三                   | 知吹愛弓   | 知吹愛弓   | 鈴木英二          |
| 17   | 再会                        | 鳥海尽三                   | 高橋資祐   | 川端蓮司   | 神宮慧            |
| 18   | 急変                        | 吉川惣司                   | 瀧澤敏文   | 加瀨充子   | 上村英司 塩山紀生 |
| 19   | 思惑                        | 吉川惣司                   | 康村正一   | 康村正一   | 西城明            |
| 20   | フィアナ （ウド編の総集編） | 五武冬史 吉川惣司 鳥海尽三 | 高橋良輔   | 高橋良輔   | 塩山紀生          |
| 21   | 溯行                        | 鳥海尽三                   | 谷田部勝義 | 谷田部勝義 | 鈴木英二 塩山紀生 |
| 22   | 触発                        | 鳥海尽三                   | 池田成     | 桐野克也   | 谷口守泰          |
| 23   | 錯綜                        | 吉川惣司                   | 知吹愛弓   | 知吹愛弓   | 神宮慧            |
| 24   | 横断                        | 鳥海尽三                   | 富澤雄三   | 川端蓮司   | 西城明            |
| 25   | 潜入                        | 吉川惣司                   | 加瀨充子   | 加瀨充子   | 上村英司          |
| 26   | 肉迫                        | 吉川惣司                   | 谷田部勝義 | 谷田部勝義 | 鈴木英二          |
| 27   | 暗転                        | 吉川惣司                   | 瀧澤敏文   | 知吹愛弓   | 塩山紀生          |
| 28   | 運命 （ウド編の総集編）     | 五武冬史 吉川惣司 鳥海尽三 | 高橋良輔   | 高橋良輔   | 塩山紀生          |
| 29   | 二人                        | 五武冬史                   | 池田成     | 川端蓮司   | 谷口守泰          |
| 30   | 幻影                        | 五武冬史                   | 瀧澤敏文   | 津田義三   | 西城明            |
| 31   | 不可侵宙域                  | 鳥海尽三                   | 池田成     | 加瀨充子   | 鈴木英二          |
| 32   | イプシロン                  | 鳥海尽三                   | 知吹愛弓   | 知吹愛弓   | 上村英司 塩山紀生 |
| 33   | 対決                        | 吉川惣司                   | 瀧澤敏文   | 谷田部勝義 | 谷口守泰          |
| 34   | 惑星サンサ                  | 吉川惣司                   | 池田成     | 川端蓮司   | 西城明            |
| 35   | 死線                        | 五武冬史                   | 瀧澤敏文   | 津田義三   | 鈴木英二          |
| 36   | 恩讐                        | 五武冬史                   | 高橋資祐   | 康村正一   | 上村榮司 塩山紀生 |
| 37   | 虜                          | 鳥海尽三                   | 知吹愛弓   | 知吹愛弓   | 鈴木英二          |
| 38   | 暗闇                        | 鳥海尽三                   | 瀧澤敏文   | 加瀨充子   | 西城明            |
| 39   | パーフェクト・ソルジャー    | 鳥海尽三                   | 池田成     | 谷田部勝義 | 谷口守泰          |
| 40   | 仲間 （サンサ編の総集編）   | 五武冬史 吉川惣司 鳥海尽三 | 高橋良輔   | 高橋良輔   | 塩山紀生          |
| 41   | クエント                    | 吉川惣司                   | 谷田部勝義 | 川端蓮司   | 八幡正 塩山紀生   |
| 42   | 砂漠                        | 吉川惣司                   | 津田義三   | 津田義三   | 鈴木英二          |
| 43   | 遺産                        | 吉川惣司                   | 知吹愛弓   | 知吹愛弓   | 鈴木英二          |
| 44   | 禁断                        | 五武冬史                   | 加瀨充子   | 加瀨充子   | 西城明            |
| 45   | 遭遇                        | 五武冬史                   | 瀧澤敏文   | 谷田部勝義 | 鈴木英二          |
| 46   | 予感                        | 鳥海尽三                   | 池田成     | 川端蓮司   | 谷口守泰          |
| 47   | 異変                        | 鳥海尽三                   | 津田義三   | 津田義三   | 鈴木英二          |
| 48   | 後継者                      | 鳥海尽三                   | 知吹愛弓   | 知吹愛弓   | 西城明            |
| 49   | 異能者                      | 吉川惣司                   | 康村正一   | 康村正一   | 八幡正            |
| 50   | 乱雲                        | 吉川惣司                   | 谷田部勝義 | 谷田部勝義 | 鈴木英二 塩山紀生 |
| 51   | 修羅                        | 吉川惣司                   | 瀧澤敏文   | 川端蓮司   | 鈴木英二          |
| 52   | 流星                        | 吉川惣司                   | 瀧澤敏文   | 加瀨充子   | 谷口守泰          |

## OVA系列作品

### 《最後的紅肩隊》
原題，1985年8月21日發售的OVA作品，是銜接TV版「烏德篇」之後，齊力可與過去紅肩隊的同袍，想聯手除掉自己過去的長官尤蘭‧裴爾森的故事，劇中齊力可的死敵伊普西隆也有登場，並稍描述了伊普西隆與菲亞娜之間的關係。後於1986年8月2日在日本院線上映。
主要製作群
- 編劇：吉川惣司
- 人物設定・作画監督：塩山紀生
- 機械設定：大河原邦男
- 機械作監：吉田徹
- 分鏡：加瀬充子、谷田部勝義
- 演出：加瀬充子
- 演出助手：今西隆志
- 美術監督：宮前光春

### 《大決戰》
原題，1986年7月5日發售的OVA作品。時間軸相當於電視版完結篇中昆特消滅，至齊力可與菲亞娜進入人工冬眠之間時期的故事。
主要製作群
- 編劇：
- 人物設定・作画監督：塩山紀生
- 機械設定：大河原邦男
- 分鏡・演出：滝沢敏文
- 演出助手：山口美浩
- 美術：岡田和夫

### 《紅肩隊記錄 野心的根源》
原題，1988年3月19日發售的OVA作品。為時間軸上最早的故事，相當於《最後的紅肩隊》前傳，劇中配樂則由乾裕樹全新編寫。片頭動畫原本預定為吉田徹分鏡的新作，但因進度不及，而改為以片中畫面摘錄剪輯構成。
主要製作群
- 編劇：吉川惣司
- 人物設定・作画監督：塩山紀生
- 機械設定：大河原邦男
- 分鏡：滝沢敏文
- 演出：今西隆志
- 美術監督：宮前光春・岡田和夫

### 《榮耀的異端》
原題，1994年～1995年發售的OVA作品，全5集。內容是講述經過三十年後，齊力可與菲亞娜的冷凍膠囊被發現，並且兩人捲入了馬迪亞魯教派的次代法王之爭並且死別的故事。
「赫奕」一詞意思是顯耀盛大的樣子，本作有著各種不同的譯名像榮耀的背後、榮耀的異端、特異的異端、顯赫的異端、狂熱的異教徒、沉默的異端等等(有些只是不懂意思的誤譯)。而英文名稱當初是從製作群內部徵求，最後採用擔任製作進行的小原正和(日後舞HiME系列的監督)的提案「The Defrost」。

### 《裴爾森密件》
原題，2007年～2008年發售的OVA作品，全12集。於2009年1月17日上映剪輯電影版。

### 外傳《機甲獵兵》
原題，1988年～1989年發售的外傳形式OVA作品，全12集。
主要製作群
- 監督：神田武幸
- 編劇：高橋良輔、五武冬史、山口宏、平野靖士、外池省二
- 人物設定・作画監督：谷口守泰
- 機械設定：大河原邦男
- 機械作監：吉田徹
- 分鏡：滝沢敏文、横山裕一郎（神田武幸）、今西隆志、高松信司
- 演出：今西隆志、渡邊信一郎、高松信司
- 美術監督：平川栄治

### 《幻影篇》
接續「孤影再現」的後續故事，前兩集以巴尼拉及可可娜夫婦跑到以前的烏德跟庫棉尋找齊力可蹤跡的故事。後四集則是齊力可捲入在奴爾格蘭特行星的「神之子」事件並且再次面對「智者」的故事...

### 《Case：IRVINE》
原題，2011年2月25日發售的OVA作品，新世代裝甲騎兵之一，與本篇共用同樣的世界觀，但詳細時間點等背景資料卻沒有明說。

### 《VOTOMS FINEDER》
原題，2011年4月7日發售的OVA作品，新世代裝甲騎兵之一，採用不一樣的平行世界。劇中ボトムズ(VOTOMS)指住在峽谷底部落後的民族，住在頂層擁有高科技的民族則被稱為トプ(Top)。

### 《孤影再現》
原題，最初是在雜誌2006年1月號上刊載，後來大幅加筆修正後改在連載，從2006年5月號到2007年9月號為止，共17回。
動畫化製作決定後，於2011年4月22日發售OVA作品。為第14屆日本新媒體動漫藝術節動畫部門審査員推薦作品。小說單行本則於同年5月26日發售。
在時代背景方面，最初《榮耀的異端》劇中說時間是電視版32年後，但《幻影篇》和《孤影再現》劇中人的稱呼都改為30年後。在《孤影再現》小說版中曾有解釋此為口頭上的概略說法，巴尼拉等人都知道正確時間是32年後。而《幻影篇》BD與DVD版背面的介紹敘述中也仍為32年。

### 主要製作群
- 原作：矢立肇、高橋良輔
- 人物設定：塩山紀生
- 機械設定：大河原邦男
- 總作畫監督：竹内一義
- 編劇、分鏡：池田成
- 演出：前園文夫
- 美術監督：野村正信
- 監督：高橋良輔

### 全系列時間序列
01. OVA 紅肩隊記錄 野心的根源
02. OVA/劇場版 裴爾森密件
03. 電視版 烏德篇 (第1 - 13話)
04. OVA/劇場版 最後的紅肩隊
05. 電視版 庫棉篇 (第14 - 27話，第20話為「烏德篇」的精華版)
06. 電視版 桑薩篇 (第29 - 39話)
07. 電視版 昆特篇 (第41 - 52話)
08. OVA 大決戰
09. 電視版#52 完結篇
10. OVA 榮耀的異端
11. OVA/小說 孤影再現
12. OVA 幻影篇
= OVA《機甲獵兵》時間點在百年戰爭終結前到第四次銀河大戰爆發為止，也就是差不多與電視版同時期互相平行。
+ OVA《Case：IRVINE》時間點不明，只能確定是百年戰爭之後。
= OVA《VOTOMS FINEDER》為平行世界。

## 相關条目
- 餓沙羅鬼

## 外部連結
- ボトムズweb （页面存档备份，存于） - ボトムズシリーズのオフィ（日語）シャル・ホームページ
- サンライズ公式Web内の作品紹介 （页面存档备份，存于）（日語）
- 『装甲騎兵ボトムズ』公式 （页面存档备份，存于）(@votoms_official) - Twitter（日語）
- 装甲騎兵ボトムズ - WOWOW （页面存档备份，存于）（日語）
- 松浦晋也のL/D『究極のおやじアニメ、「装甲騎兵ボトムズ」を語る』 （页面存档备份，存于）（日語）
- ボトムズパーフェクトモデルズ （页面存档备份，存于） - ホビージャパンのボトムズ特集コーナー。同じurlでかつては「WE ARE ボトムズ」という題名で「コマンドフォークト」の公式サイトを兼ねていた。2013年ごろ一時消滅していたが、2014年ごろは書籍『ボトムズパーフェクトモデルズ』の告知に変わるなど、時期によって内容は大きく変化している。（日語）
- YouTube上的裝甲騎兵波德姆茲播放列表